# 神宮前站
神宮前站（日语：／ Jinguumae eki */?）是位於愛知縣名古屋市熱田區三本松町，名古屋鐵道（名鐵）的車站。車站編號為NH33。

## 概要
車站的由來是此站位於熱田神宮前面的位置，為名鐵主要車站之一。此站為名古屋本線和常滑線的分支站和轉乘站。在金山方向為四線鐵路，常滑線所有列車均駛入金山站，加上金山綜合站的轉乘較為方便，因於轉乘據點會在金山站。
另一方面，運輸指令設在車站大樓內，而名古屋本線擔當的名古屋乘務區和常滑線擔當的神宮前乘務區設同時設置在此站。使在運輸層面上成為重要的車站。除了部分列車，駕駛員和列車長會在此站交班。
在以北500米設有與名古屋本線並行的東海旅客鐵道（JR東海）東海道本線熱田站。在西出口的車站大樓外設有「JR線」的指示牌，使在熱田神宮初詣進行人多時防止乘客錯誤進入車站。在車站西方和南方設有名古屋市營地下鐵名城線，在車站南邊約700米位置設有傳馬町站，在熱田神宮西邊設有神宮西站。這兩站沒有轉乘資訊。
在2017年1月，名鐵車站以東設有由名鐵擁有的土地中，發表將會興建中高層公寓和商業設施。目標在2019年完工。

## 沿革

### 開業

1913年

在1912年（明治45年）2月18日，於知多半島西岸設立的愛知電氣鐵道（以下簡稱愛電）大野町至傳馬町之間開通。隨後在同年（大正元年）8月1日，延長至秋葉前，在翌年8月延長至神宮前，使常滑至神宮前之間的路線全線開通。
當時離開車站的路軌中，設有單線跨線橋跨越東海道本線，該橋由愛電本社（後來為名鐵本社）建設。在跨線橋前後設有大急彎（半俓100米），以及達27.8‰的坡道，使該段的速度制限為20km/h。
在跨越東海道本線的原因是由於為了貨物運輸以及會向名古屋方向伸延並建設有松線。但是該跨線橋與運河橋的建設費龐大使愛電的經營陷入困難。此情況下促使更快興建有松線以改善經營情況。

### 西出口、建設西站
由於上述理由使神宮前站位於東海道本線東邊的位置。但是若需轉乘名古屋電氣鐵道（市電）熱田線時，需要越過運河上的御田橋或經過東海道本線的平交道，造成不便。因此愛電計劃於西邊新設車站大樓。在1934年（昭和9年）5月1日，西出口車站大樓啟用。
另一方面，由於貨運和客運班次增加，使單線跨線橋的使用量已經飽和。特別是貨物運送必須經過此橋前往東出口，以進入在東邊的貨車轉運設備。為了舒緩使用量問題，愛電（在1935年（昭和10年）合併至名鐵）於1942年（昭和17年）7月10日在傳馬町（1946年（昭和21年）暫停服務）開始成為複線鐵路，並直接伸延至西出口車站大樓。使常滑線的客運列車會使用西出口的月台（通稱：西站）。而使用單線跨線橋的列車只限貨物列車與直通至築港線的列車。
此外在1944年（昭和19年），於西站側設置了渡線連接國鐵範圍。

### 重建跨線橋與西站廃止
在西站建設時，舊名岐鐵道的東西連接線曾經計劃連接西站，後來變更這個計劃至連接東邊的車站。在1944年（昭和19年）9月1日，東邊的車站至新名古屋的東西連接線開通。在1948年（昭和23年）5月12日，名岐線（西部線）的電壓升至1500伏特。常滑線列車在1950年（昭和25年）7月以後再次使用單線跨線橋進入名古屋本線，並直通至犬山線。使單線跨線橋的使用量再次飽和。為此，貨物列車和築港線直通列車改在西出口停站。
車站南邊其實設有與國道1號的平交道問題，因此名鐵決定建設跨越國道1號的橋粱並把附近路段高架化，同時改善走線。在1955年（昭和30年）12月16日，跨越國道1號的橋粱啟用。
| ← 常滑 、河和方向 | 名古屋鐵道 神宮前站 (1957年（昭和32年），西站時代) 站内配線略圖 | → 金山橋、 新名古屋方向 |
|                   | ↓ 豐橋、 東岡崎方向                                             |                         |
| 图例 参考文献：   |                                                                 |                         |

隨後截至1962年（昭和37年）12月16日，現時使用的複線跨線橋重建完成，坡道比舊橋增加了（27.8‰→33.0‰），而彎位的半俓也有所增加（100m→300m）。當時還有班次於西站出發。在隨後的時間表修正中，旅客的定期和不定期列車停止使用西站，成為貨物專用車站。後來隨著名古屋臨海鐵道開業，貨物業務轉讓給該鐵路公司。在1965年（昭和40年）9月2日，神宮前站的貨物連接運輸廢止，西站也同時廢止。
在西站廢止後，西出口於1979年（昭和54年）11月10日的閘口業務終結，車站大樓隨即拆毀。遺址在1983年（昭和58年）9月興建車站大廈，直至現在。

### 配線變更至現今

1990年

在東西連絡線開通時，曾經為了緩解本線東部、常滑線的擁堵情況，構思把神宮前至金山（金山橋）之間成為四線鐵路，配套建設跨越市道的橋粱。最後落實建設複線跨線橋，並把相關工程，包括神宮前站配線變更工程於1984年（昭和59年）8月26日完成。
以前1、2號月台為名古屋本線，3、4號月台為常滑線，為线路别布置，本工程将其更改为方向别布置至今。此外，在配線變更前，在3號月台曾經設有複式轉轍器，在改變配線後便将其移除。在改變配線後，月台可容納6卡車廂，3、4月台往豐橋、常滑方向延長40米，使之可容納8卡車廂。
在配線變更前常滑線已經使用複線跨線橋，但是在變更前由使用3、4號月台變為2、3號月台，隨後，配線工程繼續進行。最後於1990年（平成2年）4月1日，金山至神宮前之間的四線鐵路完成，成為現時的配線。
|                                                                   | 金山橋（金山）―神宮前之間 配線變更、移設與成為複線鐵路的變遷 |
| 图例 参考文献： 截至1990年。 圖中紅色為本線系統，藍色為常滑系統。 |                                                              |

### 年表

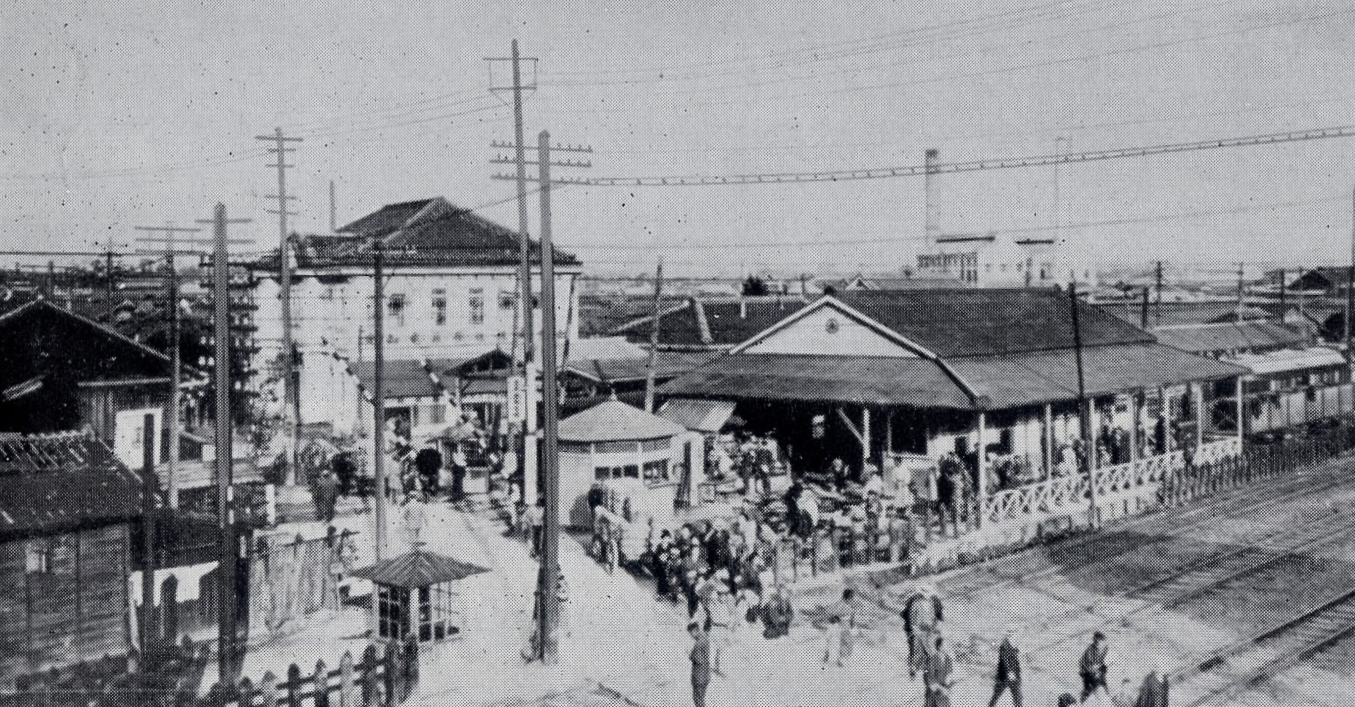
大正時代的神宮前站

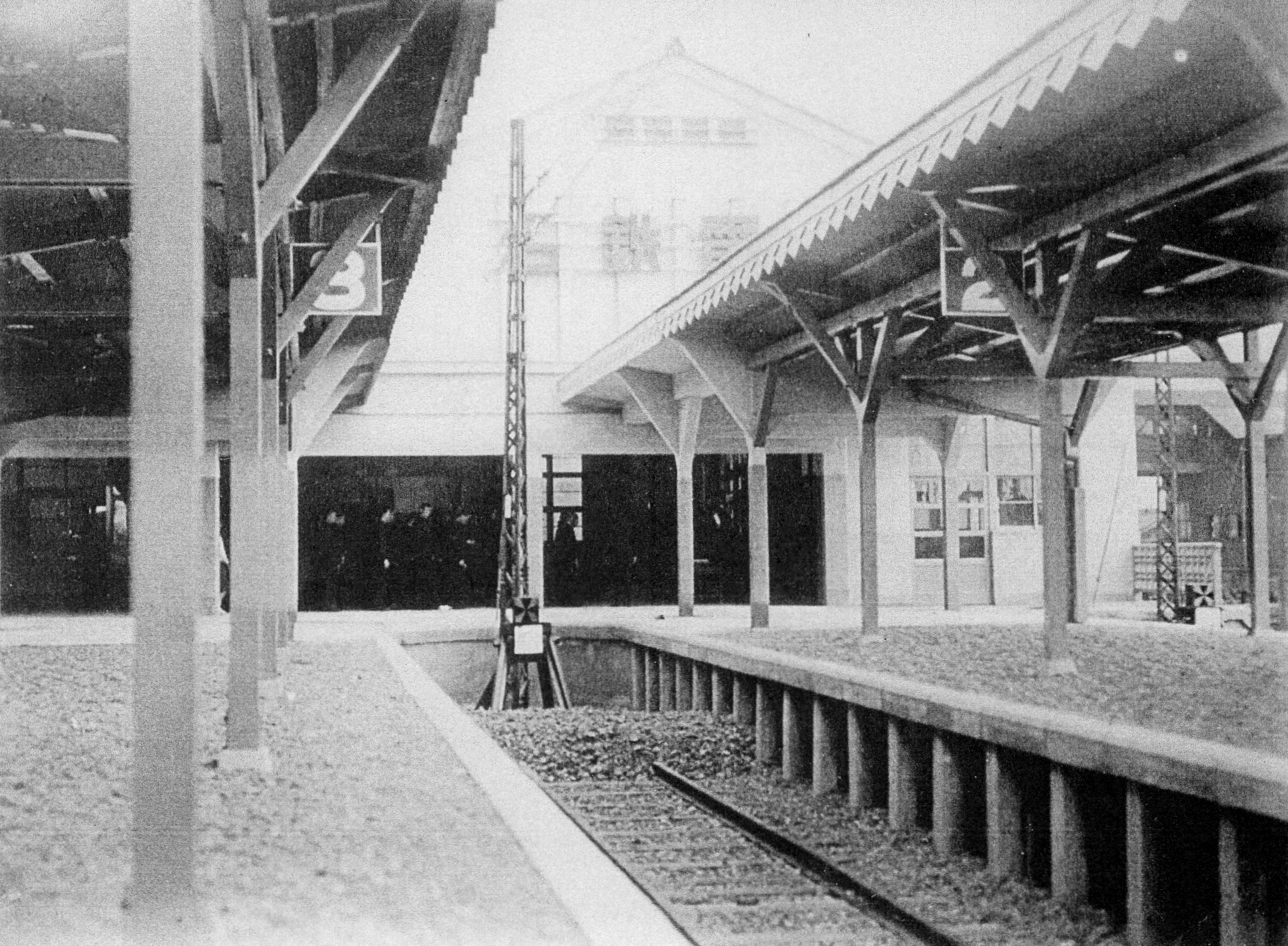
西駅站內（1942年）

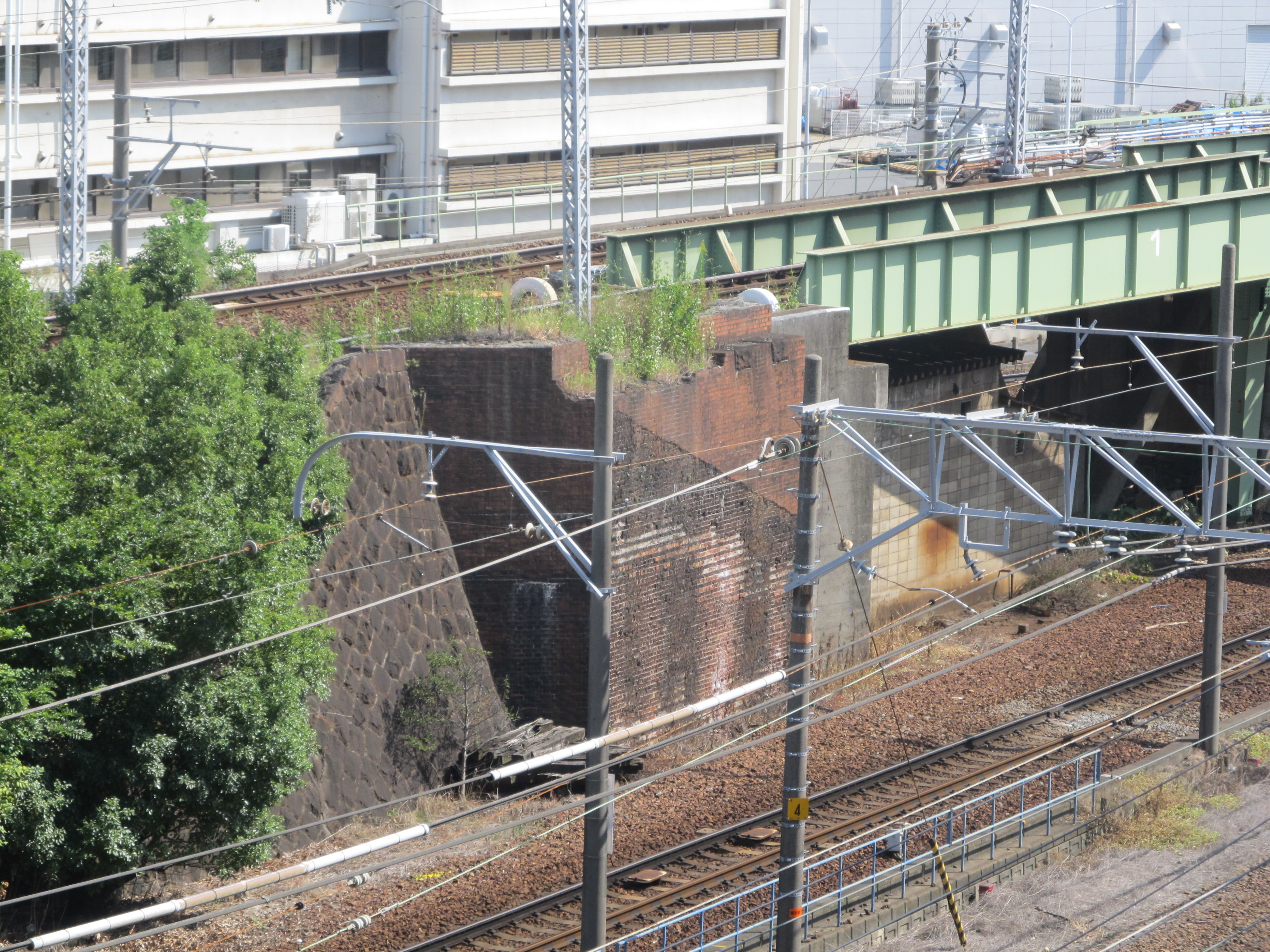
常滑線舊跨線橋的遺址結構

- 1913年（大正2年）8月31日 - 愛知電氣鐵道神宮前至秋葉前開業，此站啟用。
- 1917年（大正6年）3月7日 - 愛知電氣鐵道有松線（後來為岡崎線、豐橋線和名古屋本線）開通。同時為了區別，常滑方向的命為常滑線。
- 1925年（大正14年）6月15日 - 岡崎線的架空電纜電壓升壓至1500伏特。
- 1929年（昭和4年）1月18日 - 常滑線的架空電纜電壓升壓至1500V伏特。
- 1934年（昭和9年）5月1日 - 東海道本線西邊建設新車站大樓（西出口）。
- 1935年（昭和10年）8月1日 - 與名岐鐵道合併，名古屋鐵道成立，成為名古屋鐵道車站。
- 1942年（昭和17年）
  - 1月31日 - 豐橋線方向成為複線鐵路。
  - 7月10日 - 傳馬町至神宮前（西出口）之間建設複線鐵路，以及建設西出口月台（通稱西站）。
- 1944年（昭和19年）
  - 西出口側設置渡線連接國鐵線。
  - 9月1日 - 名鐵東西連絡線神宮前至新名古屋之間開業。
  - 12月 - 神宮前至新名古屋之間成為複線鐵路。
- 1945年（昭和20年）5月17日 - 由於空襲，車站大樓造成損毀[13]。
- 1946年（昭和21年） - 由於戰爭而造成損毀的車站大樓重建[9]。
- 1948年（昭和23年）5月12日 - 西部線電壓升至1500伏特。在16日起開始直通運輸。
- 1954年（昭和29年）11月15日 - 常滑線列車開始直通至名古屋方向，西站只限貨物列車和部分通勤列車使用。
- 1955年（昭和30年）
  - 10月20日 - 3、4號月台擴寬[14]。
  - 12月16日 - 國道跨道橋完成，配線變更。
- 1962年（昭和37年）
  - 3月 - 車站內的留置線廢止。
  - 12月16日 - 常滑線重建跨線橋，神宮前至傳馬町信號站之間成為複線鐵路。
- 1963年（昭和38年）3月 - 實施時間表修正。於西站出發的定期旅客列車廢止。
- 1964年（昭和39年） - 不定期運行的築港線直通列車不再在西站出發[7]。
- 1965年（昭和40年）
  - 9月2日 - 貨物連接運輸服務廢廃止。同時西站也廢止。
  - 9月15日 - 傳馬町信號站廢止[7]。
- 1978年（昭和53年）12月3日 - 現時的跨站式站房和綜合站大廈落成[15]。
- 1979年（昭和54年）
  - 7月23日 - 新跨線橋落成[15]。
  - 11月10日 - 舊跨線橋廢止。西出口的閘口業務廢止[16]。
- 1983年（昭和58年）
  - 4月 - 配線變更工程開始[11]。
  - 9月1日 - 車站西大廈落成[17]。名鐵Shoppi(現時為Pare（日语：パレマルシェ））名鐵神宮前百貨店開業[18]。
- 1984年（昭和59年）8月26日 - 配線改變，由名古屋本線上下線、常滑線上下線的按路線設置月台，變為現時的按方向設置月台[19]。
- 1985年（昭和60年）3月 - 配線變更相關工程完成[11]。
- 1987年（昭和62年）5月 - 設置自動閘機（日语：自動改札機）[20]。
- 1988年（昭和63年）11月30日 - 東出口第2大廈落成[21]。
- 1989年（平成元年）10月2日 - 神宮前至金山之間的四線鐵路化工程開始。
- 1990年（平成2年）4月1日 - 神宮前至金山間之間的四線鐵路化工程完成。
- 2004年（平成16年）
  - 2月15日 - 車站可以使用交通儲值卡「Trans Pass（日语：トランパス (交通プリペイドカード)）」。
  - 12月4日 - 出發列車資訊牌轉為LED式、顯示。
  - 12月21日 - 車站改善工程完成[22]。月台與閘口層新設電梯。
- 2005年（平成17年） 8月 - 在閘口的天井與跨站式站房4號月台部分位置，名鐵驗出了石綿物質。在同年8月尾進行工程處理。
- 2011年（平成23年）2月11日 - 車站可以使用「manaca」IC卡。
- 2012年（平成24年）
  - 2月29日 - 交通儲值卡「Trans Pass」的服務終止
  - 4月27日 - 鐵路中心大廈落成[23]。
  - 7月1日 - 神宮前1號平交道廢止[23]。

## 車站構造

### 車站大樓
第1層為月台，第2層為閘口（跨站式站房）。設有1處閘口，以及自動售票機、自動閘機和自動補票機。自動閘機由東芝製造，可使用manacaIC卡。名古屋本線豐橋方向與常滑線的乘客可於此站互相轉乘。另外與金山站不同，此站的閘內沒有μ-Ticket售票機。
此站設有無障礙設備，設有電梯和升降機連接車站大堂與各月台之間，以及連接月台與車站出入口之間。
2013年4月起，閘內（前往電梯方向中間，於廁所對面）牛丼食店開幕。

### 月台、配線
車站為地面車站，設有2面4線的島式月台。
1號月台是從豐橋、西尾方向前往名鐵名古屋方向，2號月台是從中部國際機場、內海、河和方向前往名鐵名古屋方向。3號月台是往中部國際機場、內海、河和方向，4號月台是往豐橋、西尾方向。兩月台設有跨線橋連接。
μ-SKY、快速特急、特急方面，由於沒有連接「從豐橋、中部國際機場方向前往名鉄岐阜・犬山方向」及「中部國際機場方向與豐橋方向」直通特急系列車，因此此站成為了「繼乘μ-Ticket」的指定轉乘站。
曾經設有來往豐橋至中部國際機場的特急，這些特急由於在此站配線上不能讓列車折返及方便性問題，因此這些特急需先前往鄰近的金山站以變列車方向，然後再回到此站停車。
在主要在平日早上設有從名鐵名古屋方向往此站的特急列車。在3號月台往名鐵名古屋方向設有折返用的單向渡線，但是通常不會使用該渡線，列車會以不載客列車身份前往大江站或豐明檢車分區。當發生特別情況時使此站臨時成為終點站時，也不會使用渡線折返，而使用不載客列車身份前往前往大江站、太田川站、堀田站或鳴海站。
不載客列車、團體列車和試運列車均與旅客列車相同，會在此站進行乘務員交班，以上特別列車若沒有在此站停站上下客，該列車會在此站運輸停車。若是不載客列車時，自動廣播會廣播「這是不載客列車。請注意。」。
| 月台 | 路線       | 上下行 | 方向                           |
| ---- | ---------- | ------ | ------------------------------ |
| 1・2 | 名古屋本線 | 下行   | ■ 名鐵一宮、名鐵岐阜方向       |
| 1・2 | 名古屋本線 | 下行   | ■ 津島方向                     |
| 1・2 | 名古屋本線 | 下行   | ■ 岩倉、犬山方向               |
| 3    | 常滑線     | -      | ■ 中部國際機場、河和、內海方向 |
| 4    | 名古屋本線 | 上行   | ■ 東岡崎、豐橋方向             |

- 1月台前方是的枕木是使用預應力混凝土軌枕（PC枕）。此枕木與後述的ATS發射器増設先裝設，兩者沒有直接關係（現時2號月台是使用木製枕木和ATS發射器）。
- 車站南邊設有名古屋本線和常滑線的立體交差（常滑線上下行與名古屋本線下行），北邊由於鄰近設有平交道和用地限制，2個月台4線設有輕微坡道。
- 此站為舊愛知電氣鐵道線（名古屋本線東部、常滑線）的起點，因此設有0公里里程碑，設於車站以南35米處，以及及1號月台旁（為東西連接線的起點）。在車站以北的位置曾經設有平交道。
- 2018年起開始車站改善工程，把4號線南邊的路軌直線化，月台前往改裝和部分位於擴寬，把有蓋部分延長，預計會把1號月台近金山一方彎位半俓加大，以及把所有月台路軌中的線枕木均換為PC枕。

車站於西北邊為（與金山站1個站之間）按方向複複線。由於複複線中沒有渡線，由於使用內側線的常滑線會直通駛入金山站。

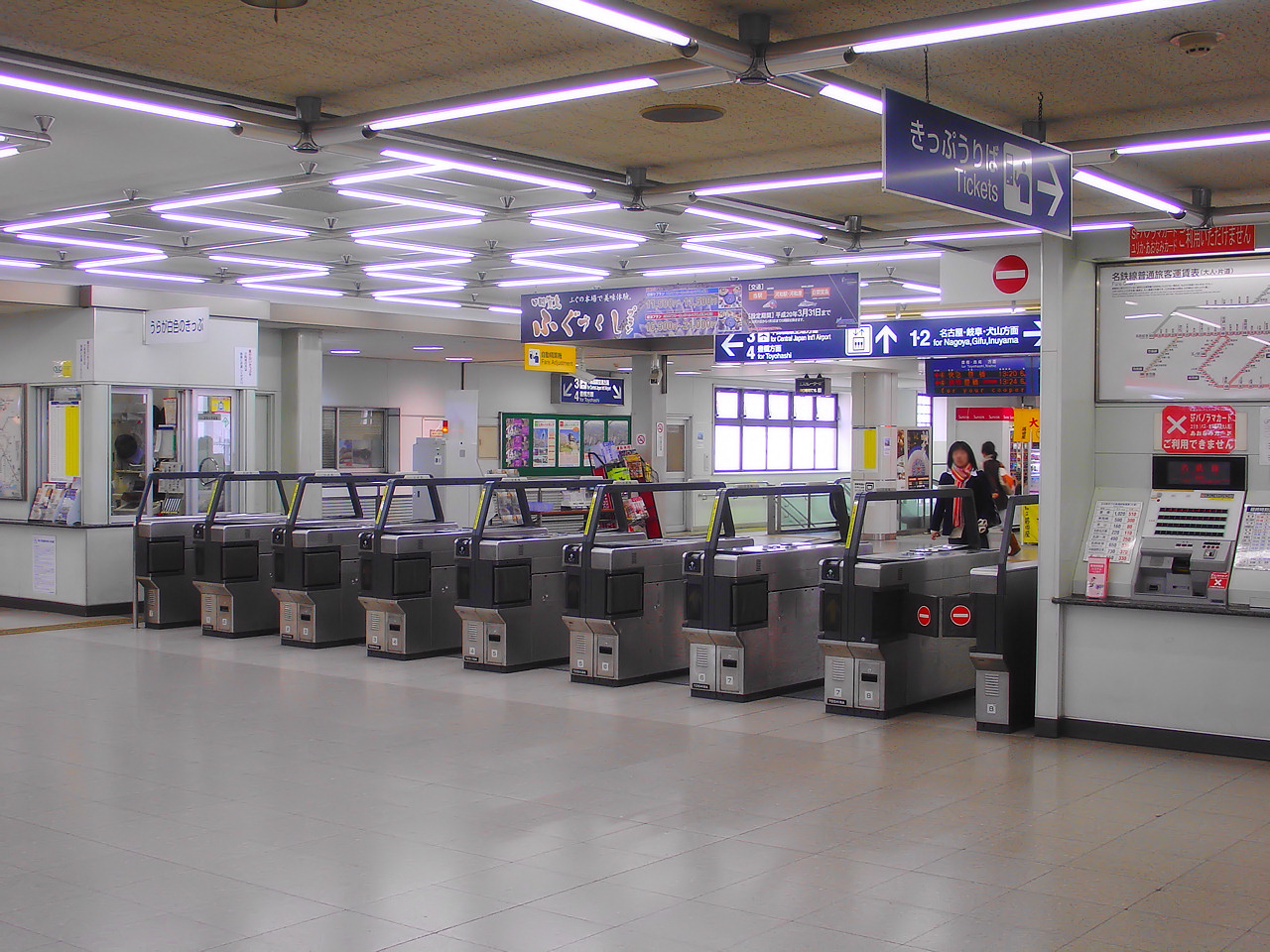
閘口
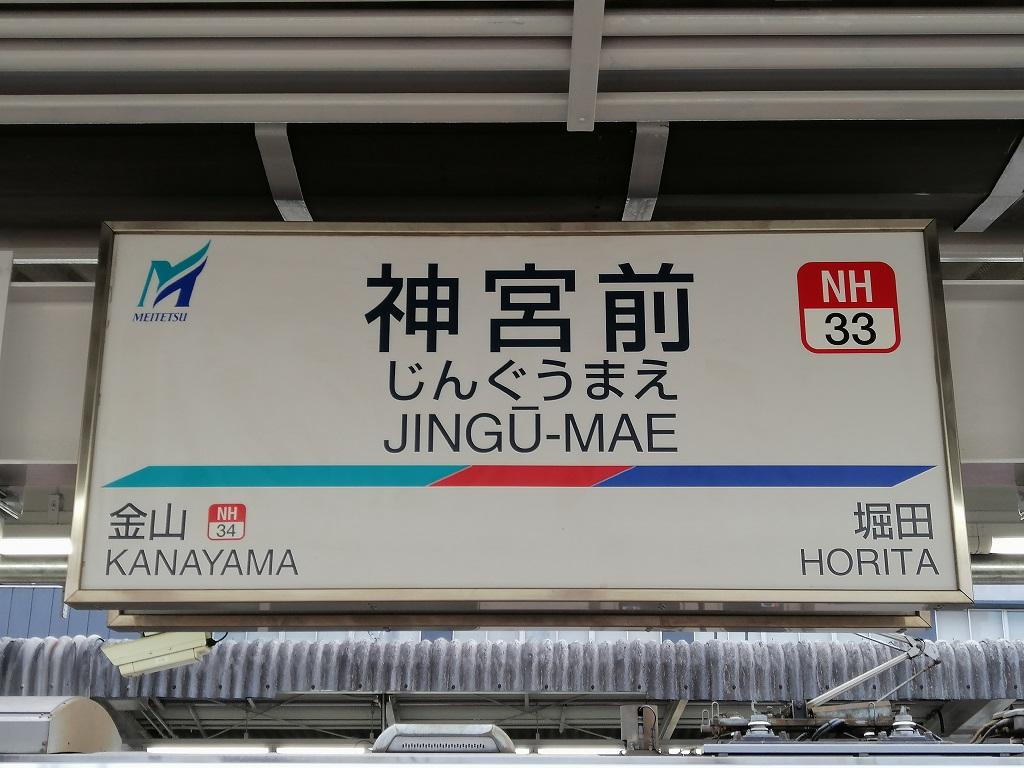
站名標
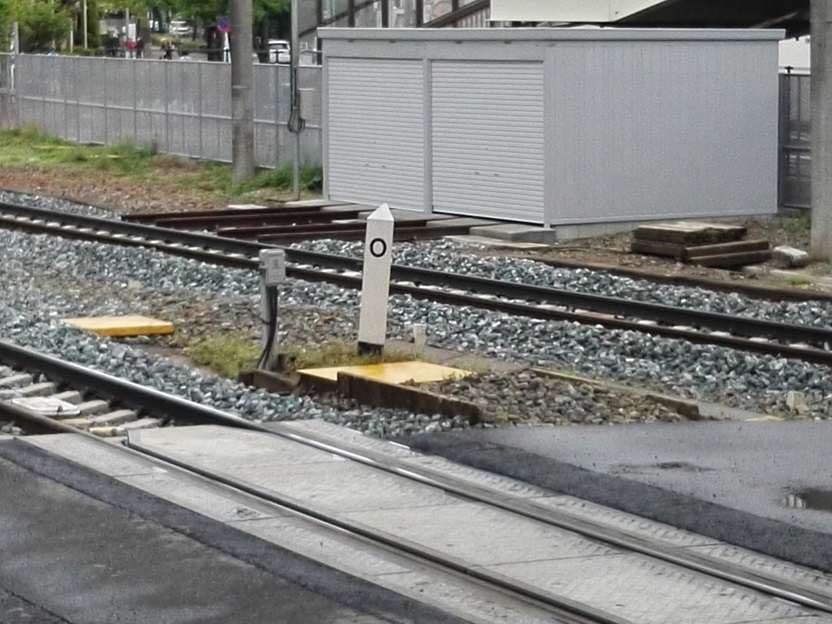
常滑線的0公里里程碑
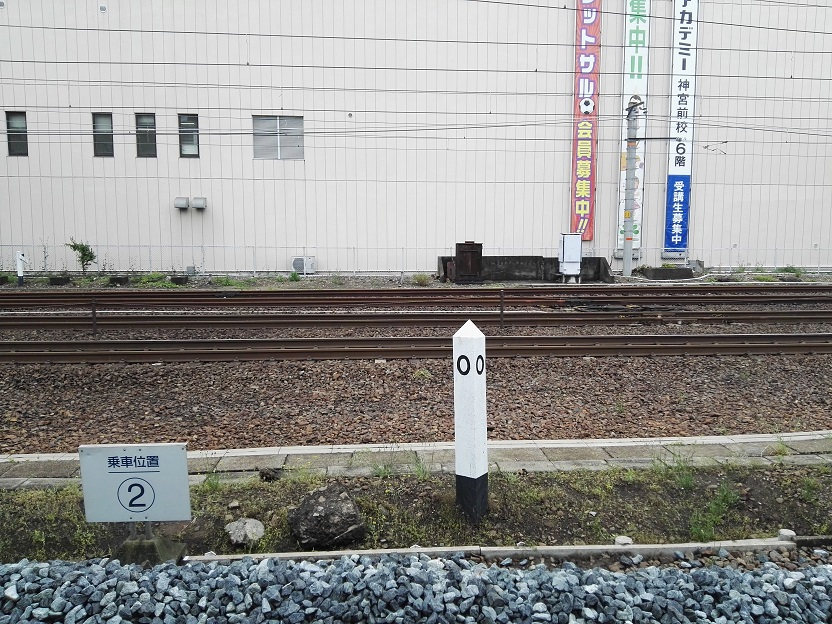
東西連接線的0公里里程碑
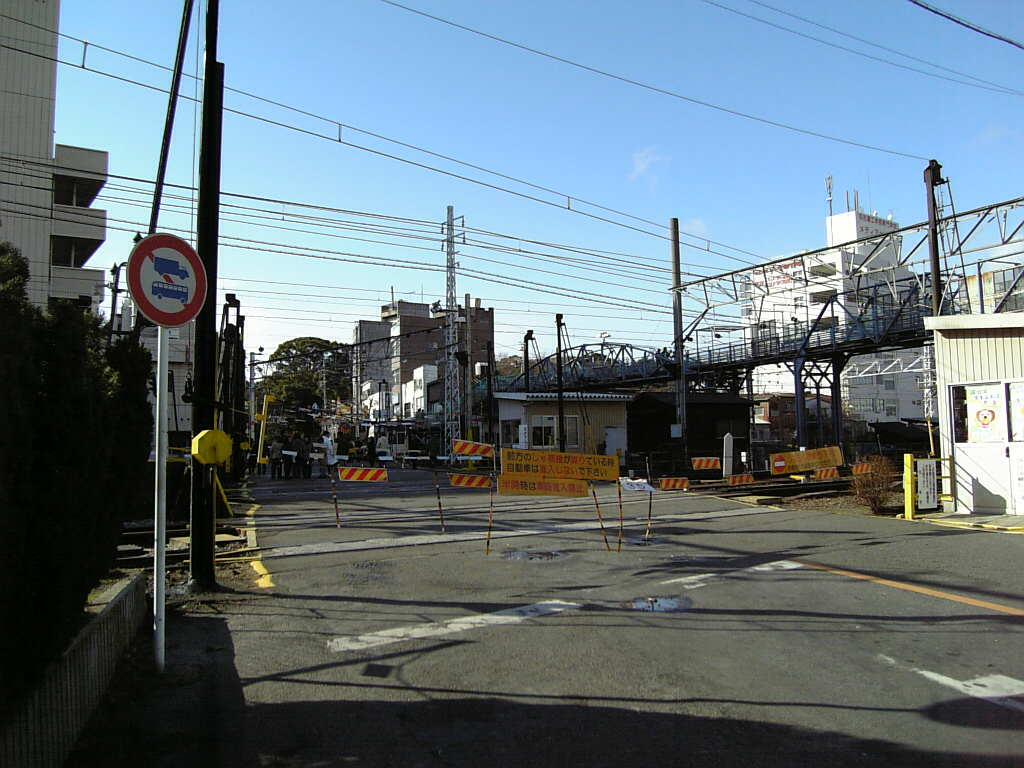
車站北邊平交道（名鐵一方，神宮前1號平交道）
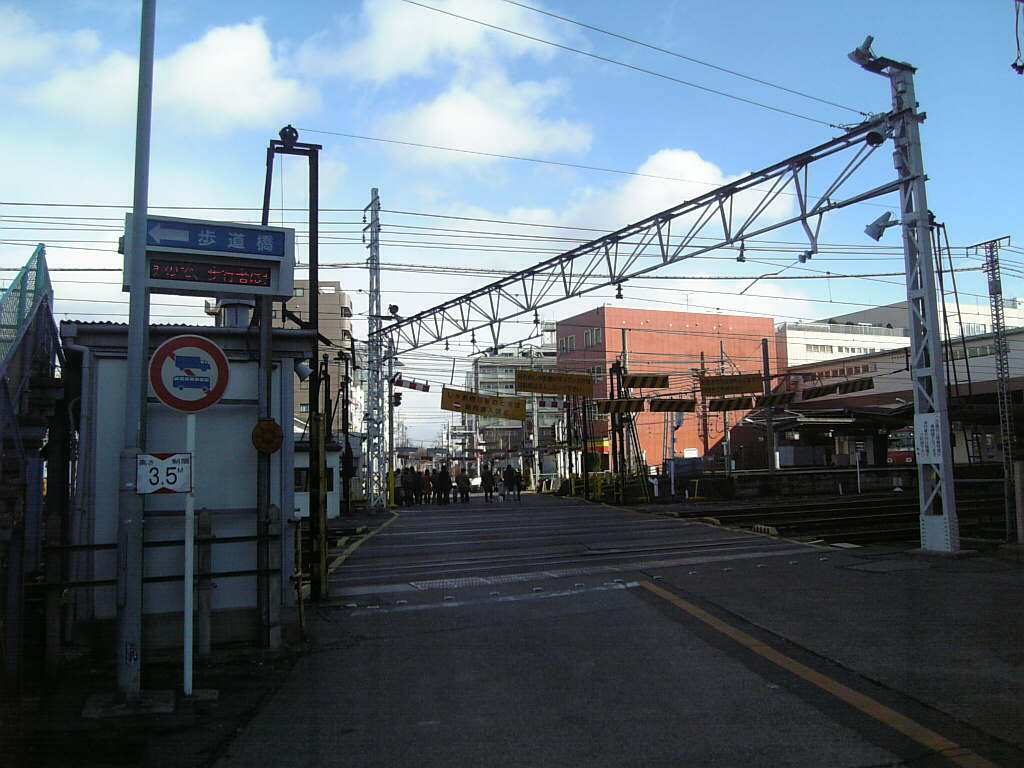
車站北邊平交道（JR一方，御田平交道）
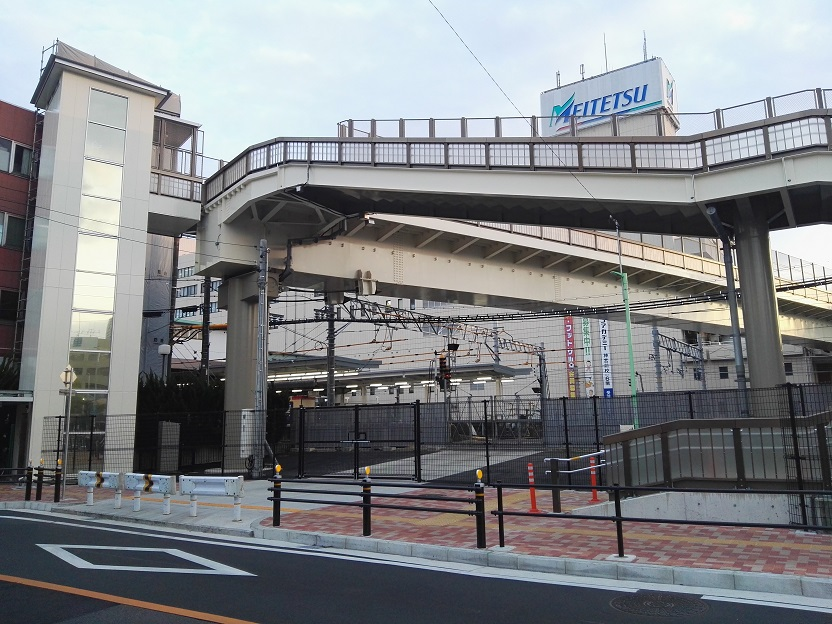
在平交道廢止後新設的天橋

### 配線圖
|                                                                                      | ↑ 中部國際機場 、河和方向        |                     |
| ← 豐橋、 東岡崎方向                                                                  | 名古屋鐵道 神宮前站 站内配線略圖 | → 金山、 名古屋方向 |
| 图例 参考文献： 圖像左上、常滑線的橋粱是跨越橙線的東海道本線（東海道本線的配線省略） |                                  |                     |

### 其他設備
在月台顯示牌中，以LED2段式顯示。以前為機械翻頁顯示2段式顯示（在1980年代後半開始設有指示燈式顯示）。特急列車乘車位置顯示與金山站不同，使用了以前的七劃管顯示燈（也會在東岡崎站、知立站、名鐵岐阜站看到）。
資訊顯示牌與鄰站的金山站、名鐵名古屋站相同。除了日文外，過會以英文、中文、韓文和葡文顯示。

## 列車類別的變更
許多非以名古屋站或以前的列車會在此站改變列車類別。這是由於名古屋本線的名古屋總站是通過型和分散型，因此在各站（此站與金山站和名鐵名古屋站）需要讓乘客得知列車類別資訊。
西尾、豐橋方向或中部國際機場、內海、河和方向經名鐵名古屋站前往岐阜、津島、犬山方向的直通列車會在此站進行列車類別變更。在日間時段津島方向的直通列車中，所有列車會在此站改變列車類別。反方面從津島的列車中，則會在名鐵名古屋站才改變列車類別。

## 使用狀況
- 在中提及在2013年度，當時1日平均上下車人次為31,749人，在名鐵所有車站（275站）排名第10，名古屋本線（60站）中排名第8，常滑線、機場線、築港線（26站）中排名第1[26]。
- 在中提及在2009年度，當時1日的平均上下人次為29,645人。
- 在中提及在1992年度，當時1日平均上下車人次為60,674人，為除岐阜市內線均一車費區間內各站（岐阜市內線、田神線、美濃町線徹明町站至琴塚站之間）外名鐵所有車站（342站）中排名第4，名古屋本線（61站）排名第4，常滑線、築港線（24站）中排名第1[27]。
- 在中提及在1981年度，當時1日平均上下車人次為56,927人，在名鐵所有車站中排名第5[28]。
- 在中提及在1960年度，當時1日平均上下車人次為33,182人，在1963年度升至45,751人[29]。
- 在中，在2017年度1日平均上下車人次為15,950人。以下為近年1日平均乘車人次的列表[30]。

| 年度               | 1日平均 乘車人次 |
| ------------------ | ---------------- |
| 1993年（平成05年） | 29,287           |
| 1994年（平成06年） | 27,270           |
| 1995年（平成07年） | 26,390           |
| 1996年（平成08年） | 25,030           |
| 1997年（平成09年） | 23,207           |
| 1998年（平成10年） | 21,730           |
| 1999年（平成11年） | 20,589           |
| 2000年（平成12年） | 19,652           |
| 2001年（平成13年） | 18,658           |
| 2002年（平成14年） | 17,937           |
| 2003年（平成15年） | 17,584           |
| 2004年（平成16年） | 17,063           |
| 2005年（平成17年） | 16,495           |
| 2006年（平成18年） | 16,001           |
| 2007年（平成19年） | 15,549           |
| 2008年（平成20年） | 15,249           |
| 2009年（平成21年） | 14,679           |
| 2010年（平成22年） | 14,987           |
| 2011年（平成23年） | 14,854           |
| 2012年（平成24年） | 15,132           |
| 2013年（平成25年） | 15,726           |
| 2014年（平成26年） | 15,561           |
| 2015年（平成27年） | 15,762           |
| 2016年（平成28年） | 15,856           |
| 2017年（平成29年） | 15,950           |

## 車站周邊

### 西出口
名勝、古蹟
- 熱田神宮
- 秋葉山圓通寺（日语：円通寺 (名古屋市)）

公共、教育設施
- 名古屋市 熱田區政廳
  - 熱田保健中心
  - 熱田圖書館（日语：名古屋市熱田図書館）
- 名古屋市教育中心
- 名古屋工學院専門學校（日语：名古屋工学院専門学校）
- 名古屋市立南養護學校

商業設施
- PareMarche神宮（日语：パレマルシェ神宮）（車站西出口處）
- 熱田神宮前商店街
- 熱田郵局（日语：熱田郵便局）

交通
- JR東海道本線 熱田站
- 名古屋市營地下鐵名城線 傳馬町站
- 名古屋市營地下鐵名城線 神宮西站

在1974年前在西出口前設有名古屋市電的熱田神宮前電車站，可進行轉乘。
主要企業
- 名鐵觀光巴士（日语：名鉄観光バス） 總部

周邊道路
- 大津通（日语：大津通）（愛知縣道226號熱田停車場傳馬線（日语：愛知県道226号熱田停車場伝馬線））
- 山手綠道（日语：山手グリーンロード）

### 東出口

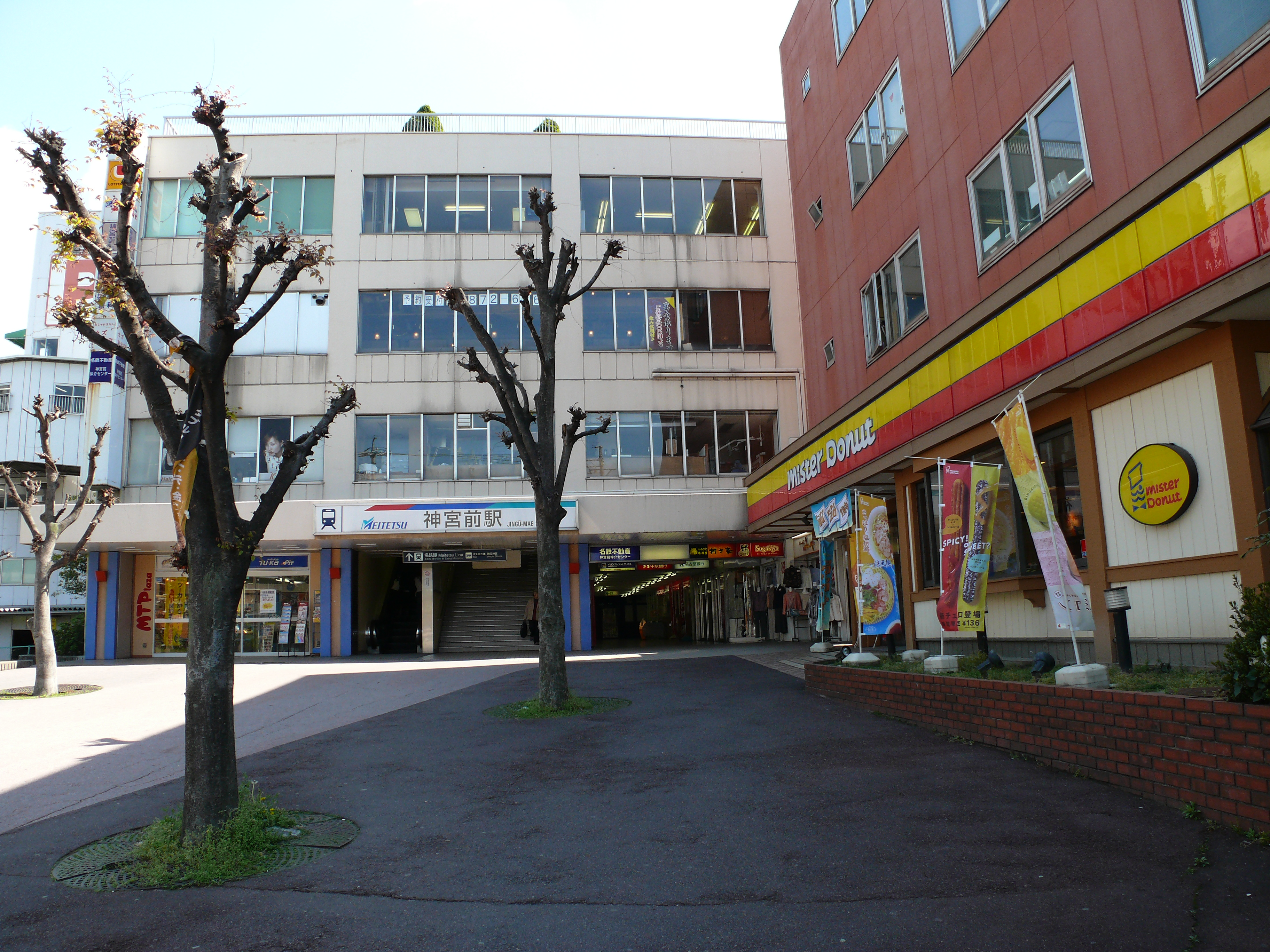
東出口（2007年攝影） ※現時的店舗有所不同。

東邊主要是住宅區。此站雖然位於熱田區，但當跨越新堀川後便到達瑞穗區。與鄰近的堀田站距離不遠。
公共、教育設施
- 神宮東公園（日语：神宮東公園）
  - 名古屋市體育館
- 熱田稅務署（日语：税務署）
- 社會保險勞務士會館愛知社勞士中心
- 東海工業専門學校熱田校（日语：東海工業専門学校熱田校）

商業設施
- 新・神宮東中日房屋中心（日语：中日ハウジングセンター）（示範單位）（於2019年遷移至車站較遠的位置）
- Kerma（日语：カーマ (企業)）21熱田
- 名古屋神宮郵局（日语：名古屋神宮郵便局）
- 名古屋三本松郵局

主要企業
- 名古屋鐵道鐵道中央大廈 : 2012年4月竣工，鐵道事業的中樞部門由名鐵名古屋站前的總部大廈遷移至此座抗震性較高的大廈[31]。
- 日本車輛製造 總部
- 日本碍子（日语：日本碍子） 總部
- FULTA電機（日语：フルタ電機） 總部、技術開發中心

周邊道路
- 山手綠道（日语：山手グリーンロード）

## 巴士路線

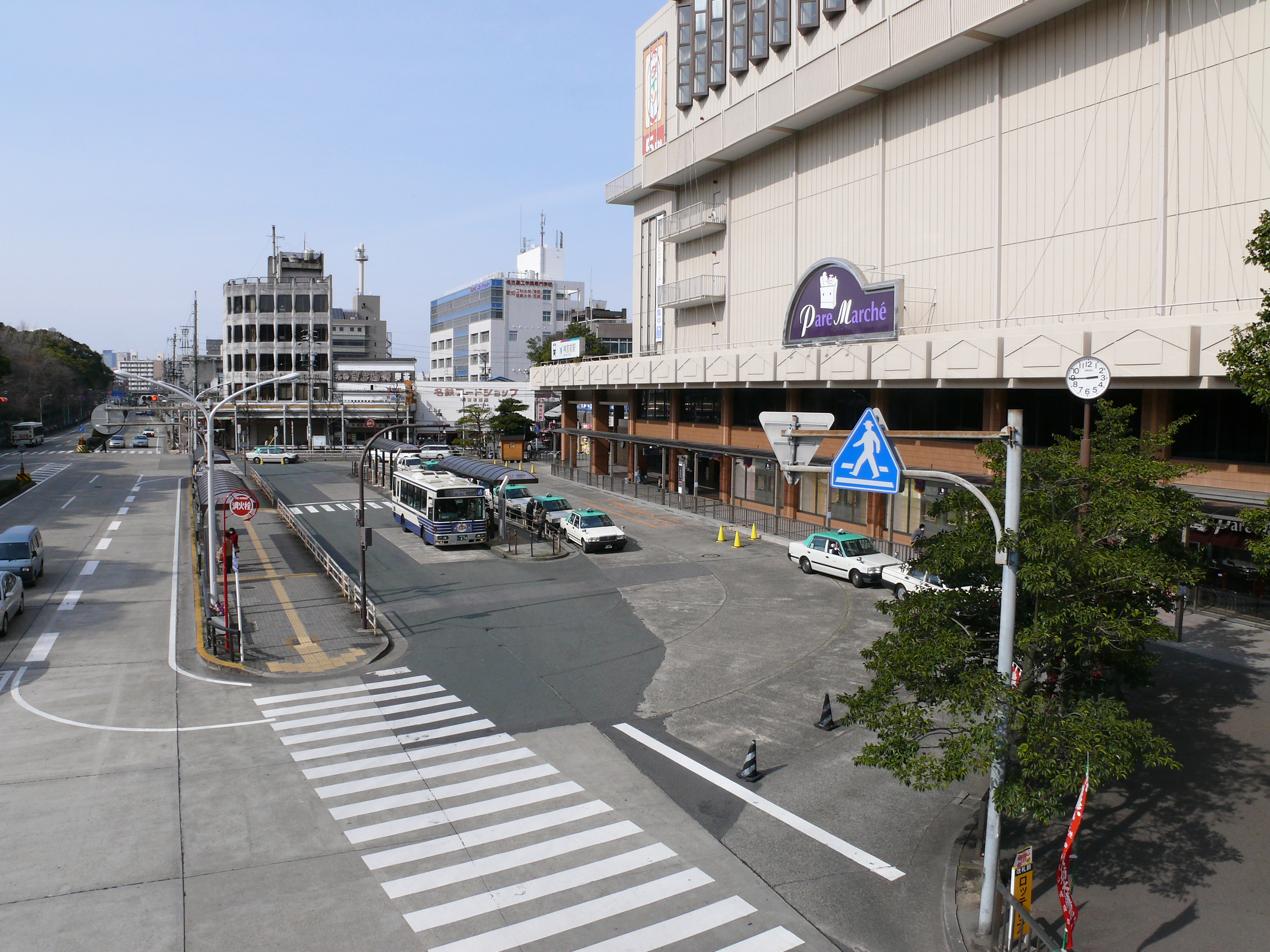
西出口的神宮東門巴士總站

### 西出口（神宮東門巴士站）
在西出口的站前廣場附近道路上設有巴士站。此地點位於熱田神宮的東門前，因此巴士站名為神宮東門。
名古屋市營巴士設有路線前往中川、港、南區方面，並以此站為總站。曾經設有名鐵巴士（巴士站為神宮前）前往鳴子方向（後來為市巴士的神宮13系統）或加木屋方向（後來縮短路線並改由知多乘合營運），現時因上述原因已經廢止。在2012年前，曾設有前往名古屋馬場的免費穿梭巴士。另外，在車站南邊設有從寫真館前前往AEON Mall熱田的免費巡回巴士。
- 幹神宮1（日语：名古屋市営バス中川営業所#幹神宮1号系統） 神宮東門 - 東海通 - 多加良浦、河合小橋、中川車廠前（日语：名古屋市営バス中川営業所）
- 幹神宮2（日语：名古屋市営バス中川営業所#幹神宮2号系統） 神宮東門 - 六番町 - 中川車廠前、權野
- 榮21（日语：名古屋市営バス鳴尾営業所#栄21号系統） 榮 - 神宮東門 - 泉樂通4丁目
- 金山19（日语：名古屋市営バス鳴尾営業所#金山19号系統） 金山 - 神宮東門 - 野花公園（Wildflower garden）、泉樂通4丁目
- 金山19 神宮東門 - 野花公園（Wildflower garden）、潮見町南
- 神宮12（日语：名古屋市営バス鳴尾営業所#神宮12号系統） 神宮東門 - 大江町 - 鳴尾車廠
- 神宮15（日语：名古屋市営バス鳴尾営業所#神宮15号系統） 神宮東門 - 二條町 - 柴田 - 要町、鳴尾車廠
- 神宮16／南巡回（日语：名古屋市営バス鳴尾営業所#神宮16号系統／南巡回系統） 神宮東門 - 日本礙子會館（日语：名古屋市総合体育館） - 笠寺站 - 櫻本町一丁目 - 神宮東門
- 熱田巡回（日语：名古屋市営バス鳴尾営業所#熱田巡回系統） 神宮東門 - 日比野 - 金山東口 - 神宮東門

### 東出口（名鐵神宮前巴士站）
在東出口前設有的士站，沒有巴士站。巴士站於北方約200米的回轉場內。名為名鐵神宮前巴士站，巴士站名沒有「站」字和出口名稱。
- 名站18（日语：名古屋市営バス浄心営業所#名駅18号系統） 名古屋站 - 鶴舞公園 - 大須 - 名鐵神宮前
- 神宮11（日语：名古屋市営バス野並営業所#神宮11号系統） 名鐵神宮前 - 新瑞橋 - 中根 - 島田一山・相生山住宅
曾經設有巴士路線前往島田一山、相生山住宅、野並車廠（日语：名古屋市営バス野並営業所），以及前往御器所通。

## 相鄰車站
名古屋鐵道
 名古屋本線
□μ-SKY
（太田川方向－）神宮前（NH33）－金山（NH34）
□快速特急、■特急
知立（NH19）－（部分加停鳴海（NH27））－神宮前（NH33）－金山（NH34）
□快速急行
（太田川方向－）神宮前（NH33）－金山（NH34）
■急行、■準急、■普通
堀田（NH32）－神宮前（NH33）－金山（NH34）
 常滑線
□μ-SKY（從中部國際機場站於9時後出發的上行列車和所有下行列車）
（名鐵名古屋方向－）神宮前（NH33）－中部國際機場（TA24）
□μ-SKY（從中部國際機場站於9時前出發的上行列車）、■特急
（名鐵名古屋方向－）神宮前（NH33）－太田川（TA09）
□快速急行
（名鐵名古屋方向－）神宮前（NH33）－（部分停大江（TA03）、聚樂園（TA07））－太田川（TA09）
■急行、■準急
（名鐵名古屋方向－）神宮前（NH33）－大江（TA03）
■普通
（名鐵名古屋方向－）神宮前（NH33）－豐田本町（TA01）

## 註腳
1. 1 2 3  德田 2003, p. 140
2. ↑  越智聖二; 小笠原裕; 滝本盛正. . 鐵道畫刊 (電氣車研究會). 2009-03, 816: 33–34.
3. ↑  神宮前駅東、再開発へ　マンションや商業施設 （页面存档备份，存于）2017年1月3日 中日新聞
4. 1 2 3 4 5 6  澤田 2009, p. 141
5. 1 2  川島 2002, p. 145
6. 1 2 3  清水 1997, p. 147
7. 1 2 3 4 5  清水 1997, p. 148
8. ↑  川島 2002, p. 146
9. 1 2  德田 2003, p. 141
10. ↑  德田 2003, pp. 141-142
11. 1 2 3 4  森川 1996, pp. 59-60
12. ↑  名古屋鉄道廣報宣傳部（編） 『名古屋鉄道百年史』 名古屋鐵道，1994年
13. ↑  名古屋鐵道廣報宣傳部（編）. . 名古屋鐵道. 1994: 972.
14. ↑  名古屋鐵道廣報宣傳部（編）. . 名古屋鐵道. 1994: 994.
15. 1 2  名古屋鐵道廣報宣傳部（編）. . 名古屋鐵道. 1994: 1044.
16. ↑  名古屋鐵道廣報宣傳部（編）. . 名古屋鐵道. 1994: 1046.
17. ↑  名古屋鐵道廣報宣傳部（編）. . 名古屋鐵道. 1994: 1054.
18. ↑  『流通会社 2003年版』 日本經濟新聞社，2002年12月20日。
19. ↑  名古屋鐵道廣報宣傳部（編）. . 名古屋鐵道. 1994: 1056.
20. ↑  名古屋鐵道廣報宣傳部（編）. . 名古屋鐵道. 1994: 570.
21. ↑  名古屋鐵道廣報宣傳部（編）. . 名古屋鐵道. 1994: 1066.
22. ↑  名鐵120年史編纂委員會事務局（編）. . 名古屋鐵道. 2014: 189.
23. 1 2  名鐵120年史編纂委員會事務局（編）. . 名古屋鐵道. 2014: 194.
24. 1 2 3 4 5  駅時刻表：名古屋鉄道・名鉄バス （页面存档备份，存于），2019年3月24日參閲
25. ↑  電氣車研究會，『鐵道畫刊』通卷第816號 2009年3月 臨時增刊號 「特集 - 名古屋鐵道」，卷尾收錄「名古屋鐵道 配線略圖」
26. ↑  名鐵120年史編纂委員會事務局（編）. . 名古屋鐵道. 2014: 160–162.
27. ↑  名古屋鐵道廣報宣傳部（編）. . 名古屋鐵道. 1994: 651–653.
28. ↑  名古屋鐵道（編集）. . 名古屋鐵道. 1983: 36.
29. ↑  名古屋鉄道PR中心（編集）. . 名古屋鐵道. 1964: 5.
30. ↑  毎年の統計データ（名古屋市統計年鑑） （页面存档备份，存于） - 名古屋市
31. ↑  名古屋鉄道（株）鉄道センタービル （页面存档备份，存于）（抗震Net） - 大成建設（2012年12月16日參閲）